# كرايغ بيدرسن
كرايغ بيدرسن هو مدرب كرة سلة كندي، ولد في 13 يونيو 1965.

## روابط خارجية
- كرايغ بيدرسن على موقع كرة السلة الأوروبية.كوم (الإنجليزية)
- كرايغ بيدرسن على موقع كلية كرة السلة في سبورتس رفرنس.كوم (الإنجليزية)
- كرايغ بيدرسن على موقع بروبوليرز (الإنجليزية)